# Uma (divinità)

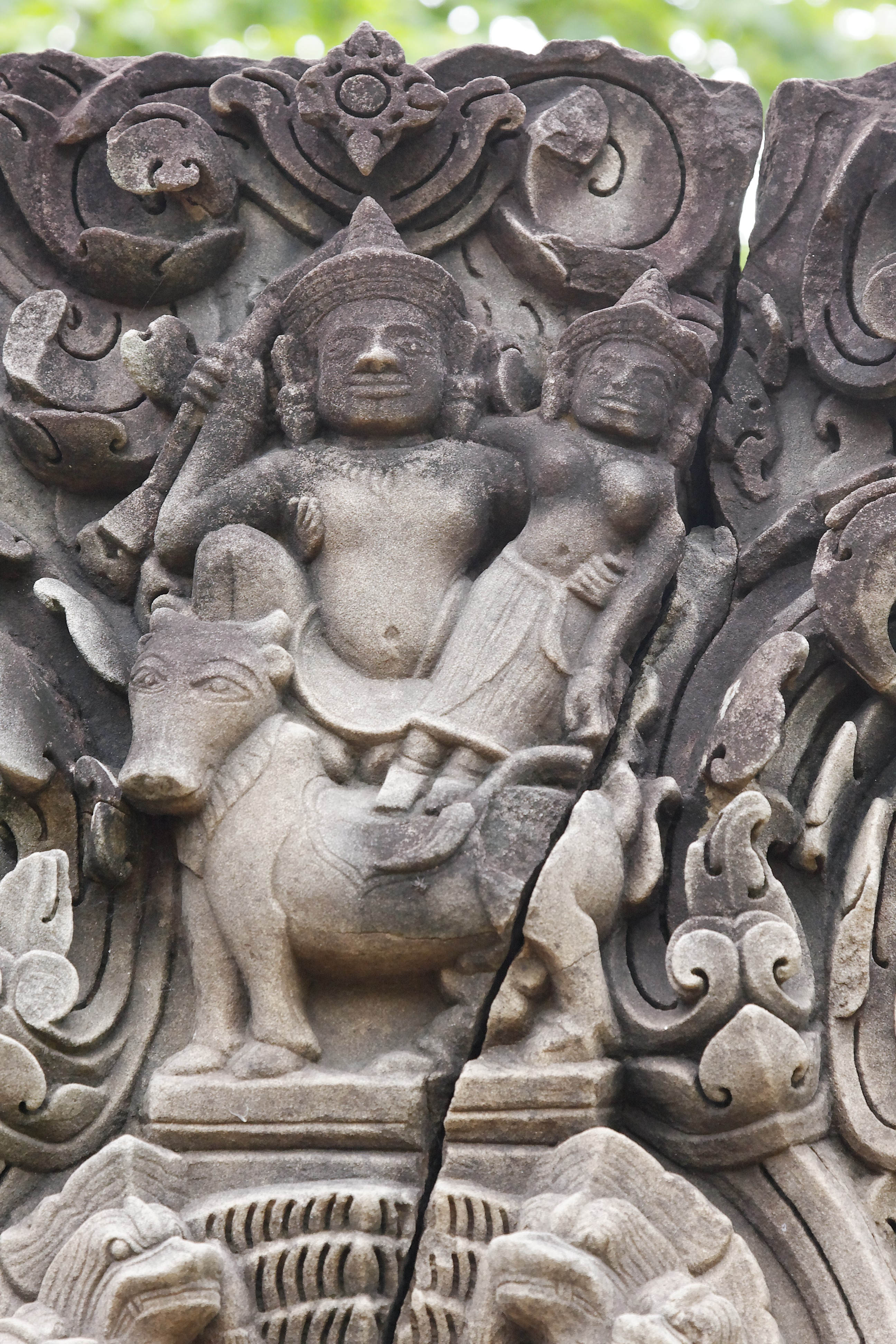
Śiva e Umā sul toro Nandī, scultura presso Prang Song Phi Nong, Thailandia

Umā (devanagari: उमा, adattato in Uma) è una divinità hindu, spesso identificata con la dea Pārvatī-Śakti. Come aspetto della dea, ella rappresenta la Conoscenza.
Il nome Umā, che significa "luce", è menzionato per la prima volta nella Kena Upaniṣad: qui la dea vi figura come mediatrice fra Brahmā e gli altri deva. Nella Kaivalya Upaniṣad (6-9) Umā è sposa di Rudra, il precursore vedico di Śiva. Nel Mahābhārata (VI, 218 e XIII, 6339) Umā è l'amante di Paśupati, il Signore degli Animali già menzionato nei Veda e precursore anch'egli di Śiva. Infine, nel Devībhāgavata Purāṇa:
(Devībhāgavata Purāṇa  II, 3, 1-10; citato in Alain Daniélou, Miti e dèi dell'India, 2008, Op. cit., p. 432)
Nello Śrī Bhagavatī tattva la luce, significato del nome della dea come si è detto, è interpretata come luce della conoscenza pura.